# Mailín Vargas
Mailín Vargas Escalona (24 marzo 1983) è una pesista cubana.

## Palmarès
| Anno | Manifestazione      | Sede        | Evento         | Risultato | Misura  | Note |
| ---- | ------------------- | ----------- | -------------- | --------- | ------- | ---- |
| 2002 | Mondiali juniores   | Kingston    | Getto del peso | 13ª       | 14,33 m |      |
| 2008 | Olimpiadi           | Pechino     | Getto del peso | 8ª        | 18,28 m |      |
| 2009 | Universiadi         | Belgrado    | Getto del peso | Oro       | 18,91 m |      |
| 2009 | Mondiali            | Berlino     | Getto del peso | 8ª        | 18,67 m |      |
| 2010 | Mondiali indoor     | Doha        | Getto del peso | 15ª       | 17,52 m |      |
| 2011 | Mondiali            | Taegu       | Getto del peso | 13ª (q)   | 18,27 m |      |
| 2011 | Giochi panamericani | Guadalajara | Getto del peso | 4ª        | 17,98 m |      |
| 2012 | Olimpiadi           | Londra      | Getto del peso | 25ª       | 16,76 m |      |